# Randai (dialect)
Randai is een dialect van de Bununtaal Bunun, gesproken in Taiwan (Azië) door de Bunun.

## Classificatie
- Austronesische talen
  - Bununtalen
    - Bunun
      - Randai

Centraal-Bunun · Noord-Bunun · Randai · Shibukun · Takopulaans · Tondai · Zuid-Bunun